# Pyxide d'al-Mughira
La pyxide d'al-Mughira est une boîte en ivoire taillée d'un seul bloc dans une défense d'éléphant (le fond n'a donc pas été rapporté), réalisée en al-Andalus en 968. Retrouvée dans la ville califale de Madinat al-Zahra, elle constitue un chef-d'œuvre de l'art islamique de cette période par son décor extrêmement fin et détaillé. Elle est conservée au musée du Louvre depuis son acquisition par le musée en 1898.  

## Description
Le décor de cet objet circulaire est réalisé avec une grande maîtrise technique, le décor s'enfonçant sur 1,5 cm alors que l'épaisseur totale de la paroi est de 1,8 cm. Il s'organise en plusieurs médaillons polylobés, autour desquels et dans lesquels se trouvent différentes scènes figuratives et animales et des motifs végétaux. Entourant le couvercle court une inscription en arabe koufique qui donne le nom d'al-Mughira, dernier fils du calife Abd al-Rahman III. 
Les décors sont souvent organisés de manière symétrique : dans un cartouche, deux personnages se tournant le dos  portent la main vers  des nids de faucon de part et d'autre d'un arbre, dans un autre, un musicien joueur de luth se trouve debout entre deux personnages assis. On note aussi la présence de chasseurs affrontés de part et d'autre d'un palmier, d'animaux combattants et de symboles royaux, comme le paon. Si certaines scènes (animaux affrontés ou combattant, musiciens) sont conformes à l'iconographie des plaisirs princiers, fréquente dans les arts de l'Islam, d'autres sont uniques et posent des difficultés d'interprétation.
Francisco Prado-Vilar, et plus tard Sophie Makariou, proposent d'y voir une allégorie du pouvoir, le palmier, arbre oriental par excellence, symbolisant l'exil de la dynastie, et les faucons dont on dérobe les œufs ou que les chiens mordent, les Omeyyades. 
Jean-Jacques Breton suggère l’idée d’une représentation de la lutte qui opposait les Omeyyades et les Abbassides, les lions figurant les Omeyyades et les taureaux les Abbassides. 
La destination d'un tel objet elle aussi est sujette à caution. La pyxide renfermait sûrement des objets ou des matériaux précieux, comme du fard, des bijoux ou des parfums.

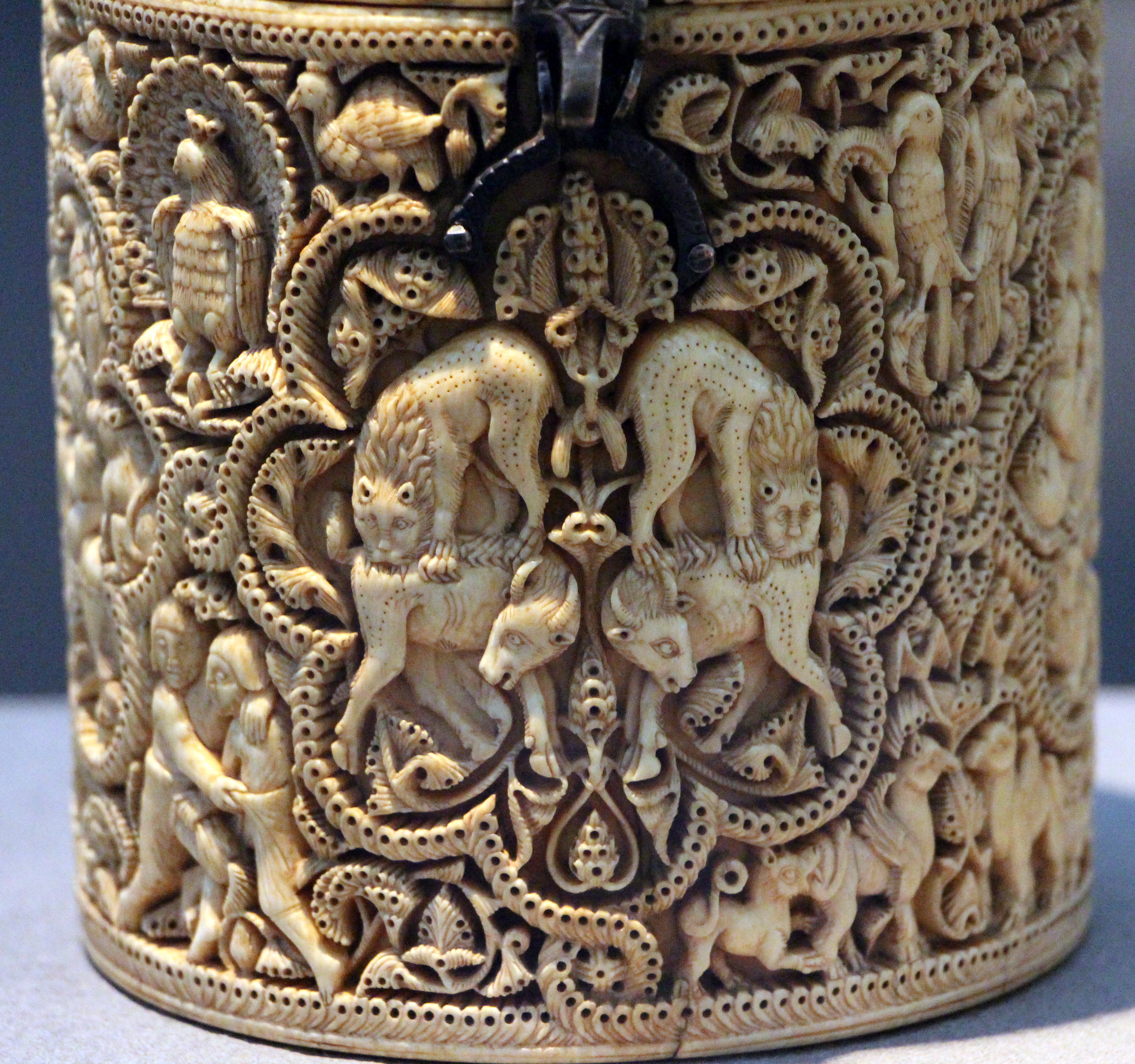
Détail de la pyxide.

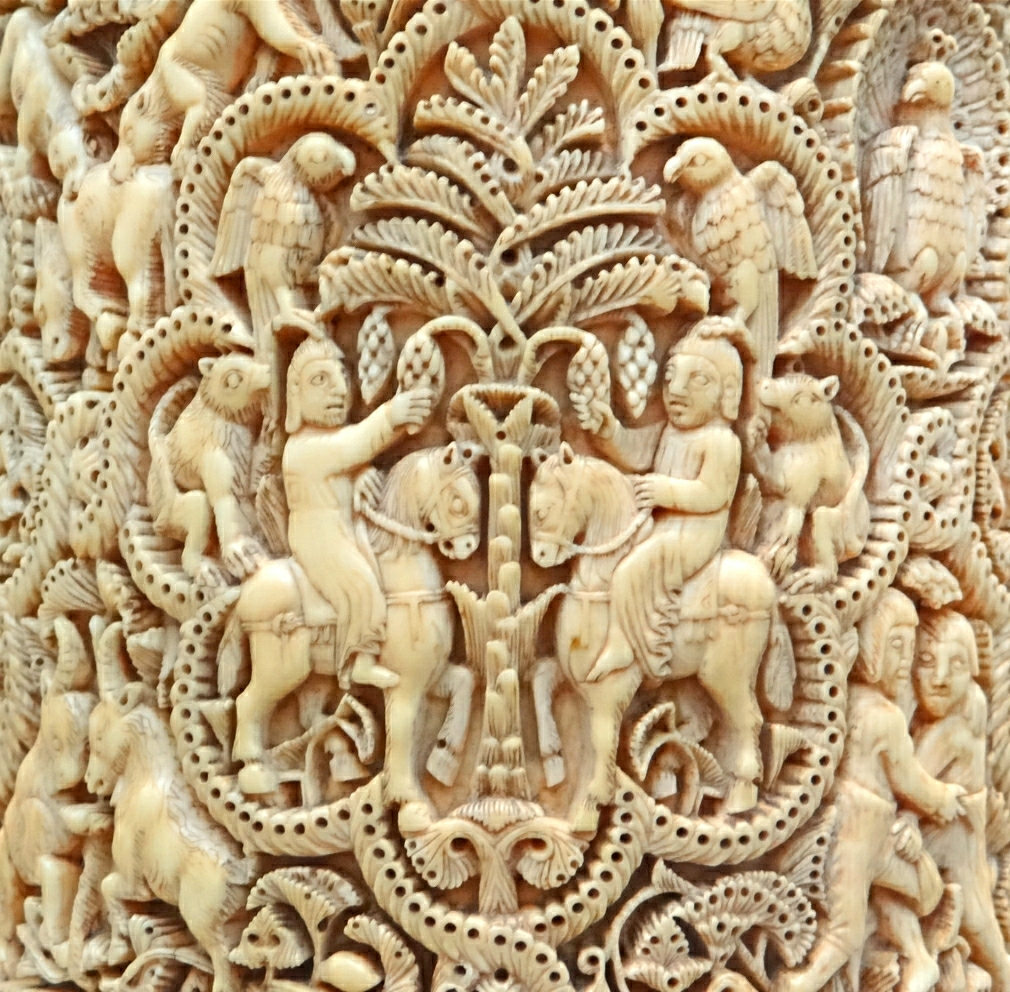
Détail de la pyxide.

### Ouvrages
: document utilisé comme source pour la rédaction de cet article.
- Sophie Makariou, L'Andalousie arabe, Hazan - Les Ateliers du monde, 2000  (ISBN 978-2850257520).
- Collectif, Les Andalousies de Damas à Cordoue, Hors série de la revue L'Œil, 2000  (ISBN 978-2843700651) Catalogue de l'exposition à l'Institut du monde arabe 28 novembre 2000 / 15 avril 2001
- Sophie Makariou, La Pyxide d'al-Mughira, Somogy éditions d'art, Collection Solo, Paris, 2011  (ISBN 978-2757204771)
- (en) Francisco Prado-Vilar, Circular Visions of Fertility and Punishment: Caliphal Ivory Caskets from al-Andalus, Muqarnas 14, 1997, pp. 19-41.
- (en) Francisco Prado-Vilar, Enclosed in Ivory: The Miseducation of al-Mughira, Journal of the David Collection 2.1, 2005, pp. 138-163.

## À voir aussi